# Moisès Sidrach

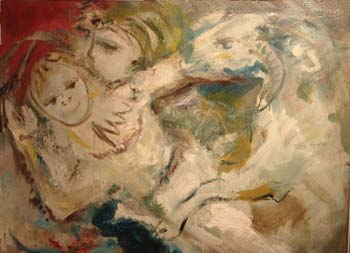
Nen amb cabra, Oli sobre tela, 90 x 70 cm, 1979

Moisès Sidrach (Lladó, 1938 - 1980) fou un pintor i escultor català.
Format com a autodidacte, elaborà la seva obra des del seu propi aprenentatge i experimentació. En la seva formació l'ajudà l'observació dels treballs d'artistes locals: Faustí Gironella o Marià Llevanera, però sobretot l'estudi, en un principi, de l'obra de grans artistes com Isidre Nonell, Pablo Picasso o Francisco de Goya, i posteriorment Eduard Munch o Oscar Kokoschka qui van esdevenir importants referents.
El seu estil artístic és contundent, molt expressiu, de línia esboçada, pinzellada ràpida i de temàtica diversa en la que sobreviuen les figures humanes de caràcter simbòlic o mitològic. La textura de les seves pintures és intesa. La seva obra forma part d'un expressionisme empordanès desenvolupat també per altres autors com Pere Bech, Joan Paradís, Josep Cruañas o Alícia Viñas. Va saber moure's entre una línia pictòrica clàssica i a la vegada atrevida cap als nous corrents vanguardistes.
En el seu imaginari hi tenen cabuda molts referents culturals: religiosos, mitològics, històrics, literaris, musicals i també referents socials o polítics.
Exposà per primera vegada el 1967 a la Sala d'Exposicions Municipal de Girona.
El 2004 s'inaugurà una sala d'exposició permanent de la seva obra en el seu taller de Lladó. El novembre del 2005, en commemoració del 25è aniversari de la seva mort, el grup La Funcional Teatre de Figueres va presentar l'espectacle Sidrach, al pavelló poliesportiu de Lladó i posteriorment, el maig del 2006 al Teatre Municipal ''El Jardí'' de Figueres. El 2014 la Fundació Valvi de Girona presentà una retrospectiva amb el títol de L'enigma del Jo: Sidrach (1938-1980).